# Alger-Ce soir
Alger-Ce soir fut un quotidien de langue française diffusé à Alger et dans l'Algérois, dans les premières années de l'indépendance algérienne.

## Historique

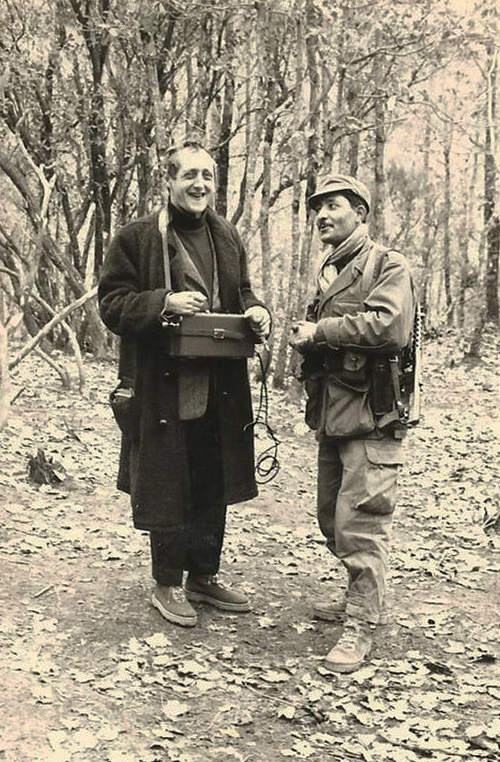
Salah Mechentel avec le journaliste Serge Michel.

Comme son nom l'indique, Alger-Ce soir fut un quotidien du soir, le premier de l'histoire de la presse algérienne. Son premier numéro est daté du 15 avril 1964. Diffusé dans l'Algérois et ses localités limitrophes — Tizi Ouzou, El-Asnam, aujourd'hui Chlef, et Médéa — il connaît rapidement un fort tirage, jusqu'à 10 000 exemplaires un succès pour l'époque.
Ce quotidien a été fondé à la veille du Congrès du Front de Libération Nationale (parti unique à l'époque) pour être un quotidien d'information du soir. En réalité, on a tenté grâce à lui de concurrencer la diffusion du quotidien Français du soir, France-Soir. En effet, après avoir étudié les possibilités du marché algérien, le directeur de France-Soir avait décidé en 1963 d'imprimer, à Alger même, deux pages locales qui seraient insérées dans l'édition importée chaque jour de France sous forme non terminée Ce supplément était imprimé par la SNEP à Alger.
Pendant tout le temps que parut Alger Ce Soir, les ventes de France-Soir baissèrent en Algérie et les deux pages algéroises furent suspendues, mais tout cela reprit de plus belle dès l'arrêt du journal.
Son siège est installé à Alger, 9 boulevard Youcef Zighout (ex- boulevard Carnot) et 20 rue de la Liberté, dans les locaux qu'occupait autrefois L'Écho d'Alger.

## Format
Le nom s'étale sur une largeur de cinq colonnes : « Alger » apparaît en capitales noires dans un rectangle hachuré, « Ce soir » en blanc dans un rectangle noir plus grand, dessous et décalé vers la droite. Sa devise est : « Tout dire - Tout expliquer - Tout commenter ».
De format broadsheet (60x43) avec quatre pages à ses débuts, Alger-Ce soir passe ensuite à six pages sur huit colonnes. C'est le journal qui est réputé « donner plus souvent la parole aux dockers qu'à leur ministre ». Son édition du 27 décembre 1964 publie l'interview du Che Guevara en visite à Alger.

### La Rédaction
Le fondateur du titre est l'écrivain et dramaturge Mohamed Boudia,. Le rédacteur en chef est Serge Michel, membre de l’Union démocratique du manifeste algérien de Ferhat Abbas, ami de Kateb Yacine et connu pour avoir formé de nombreux journalistes algériens tels Bachir Rezzoug ou Kamel Belkacem.

## Disparition
Alger-Ce soir cesse de paraître le 7 septembre 1965, pour des raisons financières selon les uns, politiques selon d'autres. Le titre s'étant arrêté peu après le coup d'État de Houari Boumédiène (19 juin 1965), Serge Michel quitte discrètement l'Algérie au début des années 1970. Mohammed Boudia sera victime d'un attentat à Paris, en 1973.